# Saint-Imoges

Saint-Imoges este o comună în departamentul Marne, Franța. În 2009 avea o populație de 289 de locuitori.